# Cantó de Montmort-Lucy
El cantó de Montmort-Lucy és un cantó francès del departament del Marne, situat al districte d'Épernay. Té 22 municipis i el cap és Montmort-Lucy.

## Municipis
- Le Baizil
- Bannay
- Baye
- Beaunay
- La Caure
- Chaltrait
- Champaubert
- La Chapelle-sous-Orbais
- Coizard-Joches
- Congy
- Corribert
- Courjeonnet
- Étoges
- Fèrebrianges
- Mareuil-en-Brie
- Margny
- Montmort-Lucy
- Orbais-l'Abbaye
- Suizy-le-Franc
- Talus-Saint-Prix
- La Ville-sous-Orbais
- Villevenard

## Història
| Data d'elecció                           | Identitat                    | Partit                       | Qualitat |
| ---------------------------------------- | ---------------------------- | ---------------------------- | -------- |
| 1919-1949                                | J.-C. Charpentier            | radical                      |          |
| 1949-1955                                | M. Buffry                    | Divers droite                |          |
| 1955-1979                                | François Crombez de Montmort | MRP, després RI, després RPR |          |
| 1979-2004                                | Pierre-Yves Jardel           | UDF-CDS                      |          |
| 2004-2011                                | Michel Moussy                | UMP                          |          |
| 2011-                                    | Olivette Barré               | Sense etiqueta               |          |
| les dades anteriors no són pas conegudes |                              |                              |          |
|                                          |                              |                              |          |

## Demografia
| A partir de 1990: Població sense dobles comptes |